# ダイフクプラスモア
株式会社ダイフクプラスモアは、東京都港区に本社を置く洗車機及び洗車関連商品などの販売・設置・メンテナンスなどを行う会社。
ダイフクの子会社である。

## 沿革
- 2000年 - 前身の株式会社ダイフクユニックスが発足。
- 2006年 - ダイフクプラスモア設立。
  - ドライブスルー洗車機「スプリード」発売。
  - 高級機種「エクスパージュ」発売。
  - ドライブスルー洗車機「エクスパージュドライブスルー」発売。
  - 連続洗車機「マジックスルー・コンベニオス」発売。
- 2007年 - ワンウェイドライブスルー洗車機［アビエント」発売。
- 2008年 - ドライブスルー洗車機「スフィーダ」発売。
- 2009年 - ドライブスルー洗車機「ラフィート」発売。
  - 環境対応型フルサービス洗車機「プリメード」、「アビオン」、「ヴァンセル」発売。
- 2011年 - ドライブスルー洗車機「クオーレ」・「グラナダ」発売。
  - 門型洗車機「ジスペクト」発売。
- 2012年 - ワンウェイドライブスルー洗車機「ツインフェクト・フォース」、「ツインスルー・アルテノ」発売。
- 2013年 - 門型洗車機「ユーロス」発売。
- 2014年 - 門型洗車機「グロッサ」、「フレア」発売。
- 2015年 - ドライブスルー洗車機「ファブリカ」、「アヴァンテ」発売。
- 2016年 - ワンウェイドライブスルー洗車機「ツインフェクト・フィート」、「ツインスルー・ルーク」発売。
- 2017年 - 代表取締役社長井狩彰就任。
- 2018年 - 省スペース門型洗車機「ゼクス」発売。
- 2019年 - 代表取締役社長西村章彦就任。
- 2020年 - ドライブスルー洗車機「ファブリカNEO」、「アヴァンテNEO」発売。
- 2021年 - ワンウェイドライブスルー洗車機「リーシア」発売。